# 小行星9631
小行星9631（英語：9631 Hubertreeves）是一颗围绕太阳公转的小行星。1993年9月17日，天文学家艾瑞克·怀特·埃尔斯特在拉西拉天文台发现了此天体。
这颗小行星的绝对星等为223.29042等。